# 웨인 올와인
웨인 올와인(영어: Wayne Allwine, 1947년 2월 7일 ~ 2009년 5월 18일)은 미국의 배우이다. 만화 영화 캐릭터 미키 마우스의 목소리를 맡았으며, 음향을 담당하기도 했다.
1991년 루시 테일러와 하와이에서 결혼했으며, 2008년에는 디즈니 레전드의 명단에 올랐다. 그의 마지막 출연작은 닌텐도 DS용 게임 킹덤하츠 358/2 Days였다.
2009년 5월 18일 당뇨병으로 세상을 떠났다.

## 출연작
(미키 마우스 전담)
- 누가 로저 래빗을 모함했나
- 디즈니 삼총사
- 미키 마우스 워크
- 미키의 크리스마스 선물
- 하우스 오브 마우스
- 미키의 클럽하우스
- 킹덤하츠 시리즈